# 石井町立高原小学校
石井町立 高原小学校（いしいちょうりつ たかはらしょうがっこう）は、徳島県名西郡石井町高原東高原にある公立小学校。

## 沿革
- 2015年11月28日 - 同校体育館で学習発表会を実施した[1]。6年生が五社神社の獅子舞を披露した。
- 2016年02月28日 - 石井町立中央公民館高原分館でふれあい大会を実施した[1]。6年生が五社神社の獅子舞を披露した。

## 校歌
- 作詞: 元木國太郎
- 作曲: 近藤良三

## 地域との関わり
- 石井町立中央公民館高原分館、高原壮年会、青少年健全育成高原支部の人々との交流を盛んに行っている[2]。
- 地域の人が鯉すくい大会や阿波踊りの指導、歩け歩け大会の企画をしている[2]。

## 通学区域が隣接している学校
- 石井町立浦庄小学校
- 石井町立高川原小学校
- 石井町立藍畑小学校
- 上板町立高志小学校
- 吉野川市立牛島小学校